# Circle Pines
Circle Pines is een plaats (city) in de Amerikaanse staat Minnesota, en valt bestuurlijk gezien onder Anoka County.

## Demografie
Bij de volkstelling in 2000 werd het aantal inwoners vastgesteld op 4663.
In 2006 is het aantal inwoners door het United States Census Bureau geschat op 5418, een stijging van 755 (16,2%).

## Geografie
Volgens het United States Census Bureau beslaat de plaats een oppervlakte van
5,0 km², waarvan 4,5 km² land en 0,5 km² water. Circle Pines ligt op ongeveer 275 m boven zeeniveau.

## Plaatsen in de nabije omgeving
De onderstaande figuur toont nabijgelegen plaatsen in een straal van 8 km rond Circle Pines.